# Prodotiscus
Prodotiscus är ett fågelsläkte i familjen honungsvisare inom ordningen hackspettartade fåglar. Släktet omfattar tre arter som förekommer i Afrika söder om Sahara:
- Smalnäbbad honungsvisare (P. insignis)
- Miombohonungsvisare (P. zambesiae)
- Brunryggig honungsvisare (P. regulus)